# Unione dei comuni dei Miracoli
L'unione dei comuni dei Miracoli è una unione di comuni che nasce dall'accordo tra quattro comuni italiani della provincia di Chieti.
Il suo territorio comprende diversi comuni della costa meridionale abruzzese, tra la Val di Sangro e Vasto, e prende il nome dal santuario della Madonna dei Miracoli di Casalbordino. Ne fanno parte i comuni di Casalbordino, Scerni, Pollutri e Villalfonsina; l'unione, avente sede a Casalbordino, comprende un'area di 122,58 km² nella quale risiedono 11 749 abitanti.

## Storia
L'unione, istituita nel 2011, è un ente locale di secondo grado, costituito e disciplinato dal decreto legislativo 18 agosto 2000, n. 267 che recepisce la legge 3 agosto 1999, n. 265, in particolare l'articolo 32, al fine di mettere in comunione l'esercizio di una pluralità di funzioni e servizi. L'ente è dotato di personalità giuridica ed è governato da un presidente, da una giunta costituita da tutti i sindaci dei comuni aderenti e da un consiglio composto da una rappresentanza dei consigli comunali e dai sindaci stessi.

### Simboli
Lo stemma e il gonfalone dell'unione dei comuni dei Miracoli sono stati concessi con decreto del presidente della Repubblica nel 2015 a seguito di studio araldico e di realizzazione dei bozzetti grafici dell'architetto Egisto Rossetti.
Lo scudo è timbrato dalla corona all’antica di cinque punte visibili, alternate da quattro sferette visibili, sostenute dal cerchio, il tutto d’oro. Sotto lo scudo, due fronde di alloro e di quercia, di verde, fruttate d’oro, decussate in punta, legate dal nastro tricolorato dai colori nazionali.»

## Funzioni
I comuni aderenti hanno affidato all'unione diversi servizi di ambito sociale e di prossimità

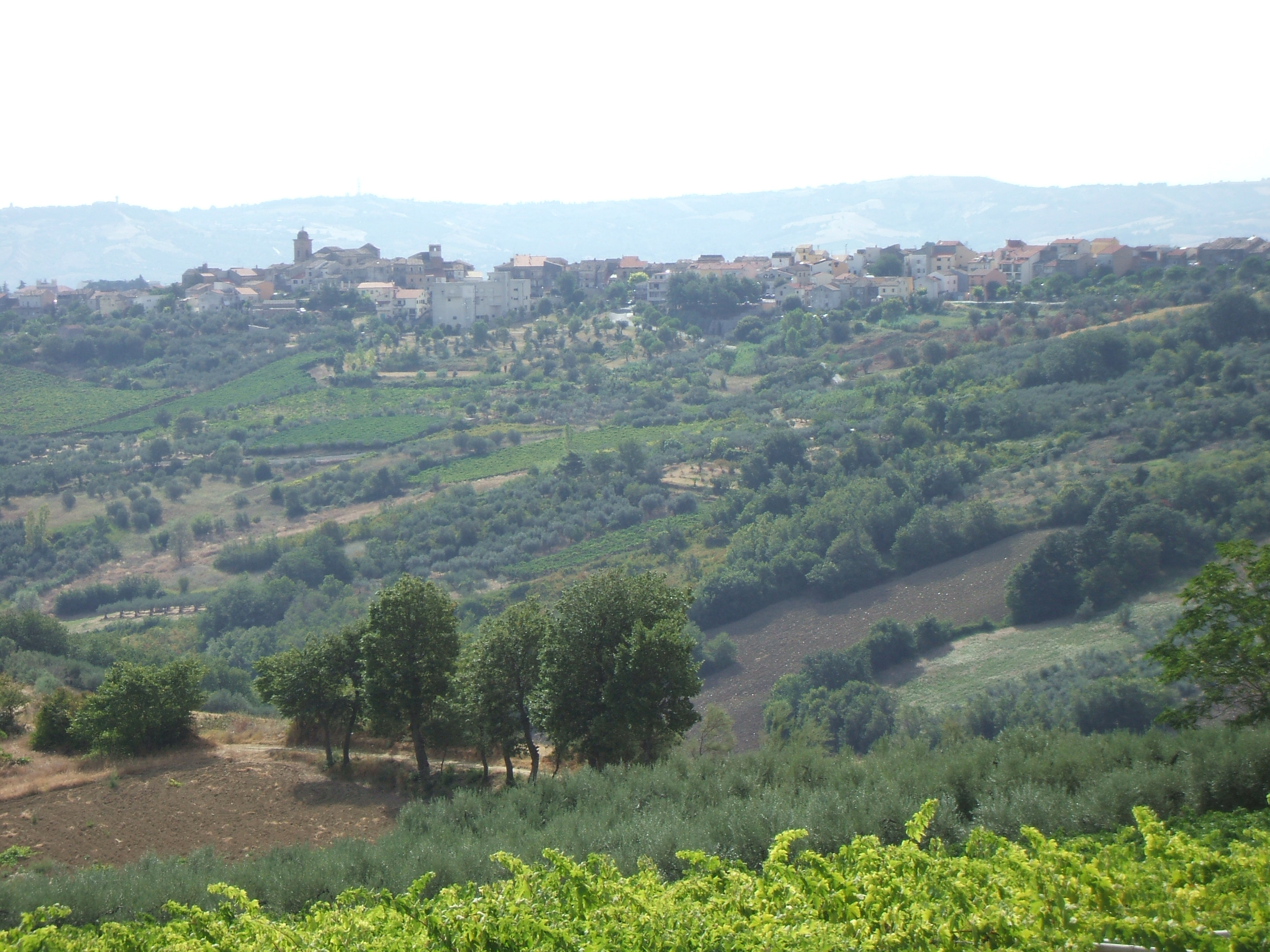
Veduta di Scerni
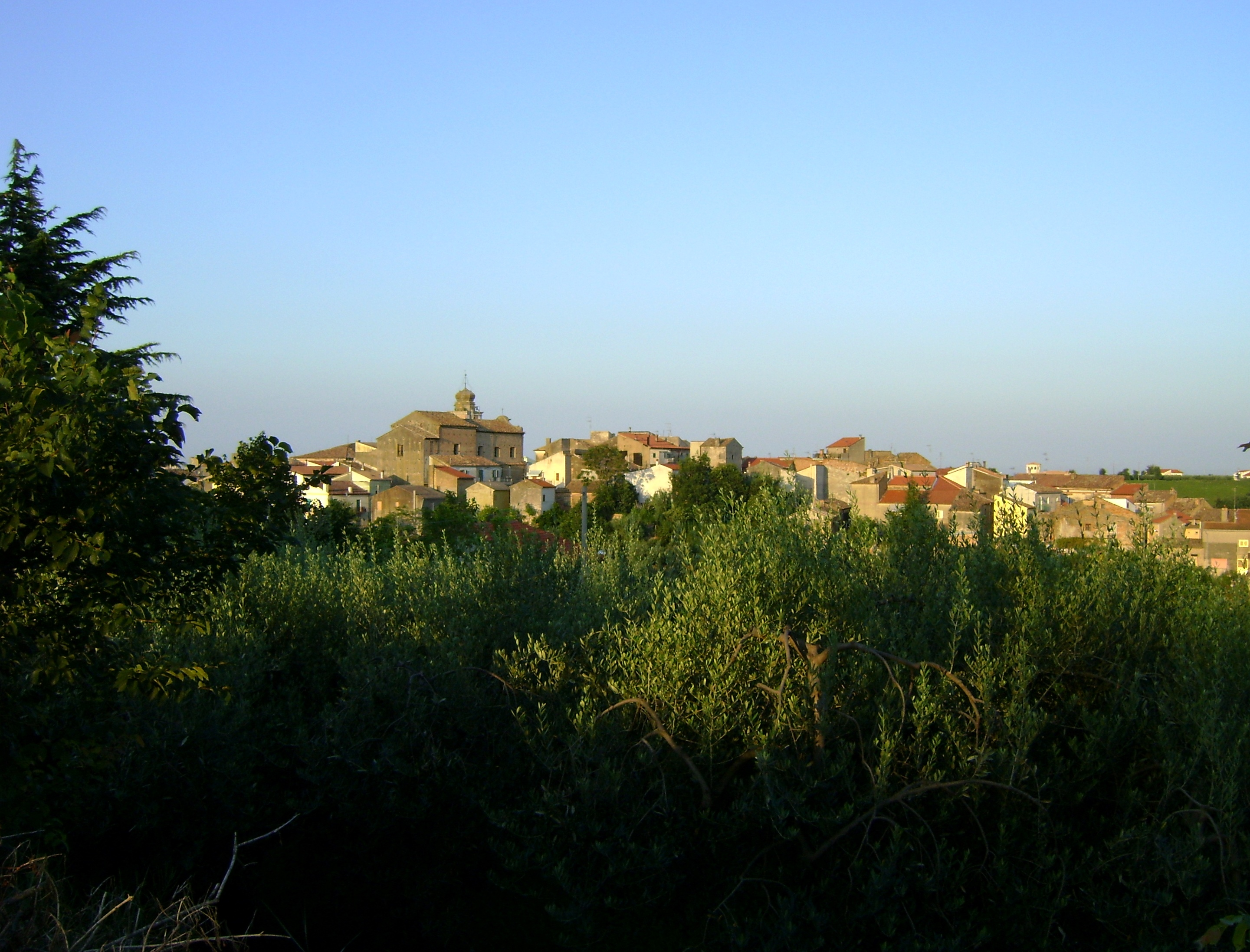
Villalfonsina